# Albrecht Becker (Szenenbildner)

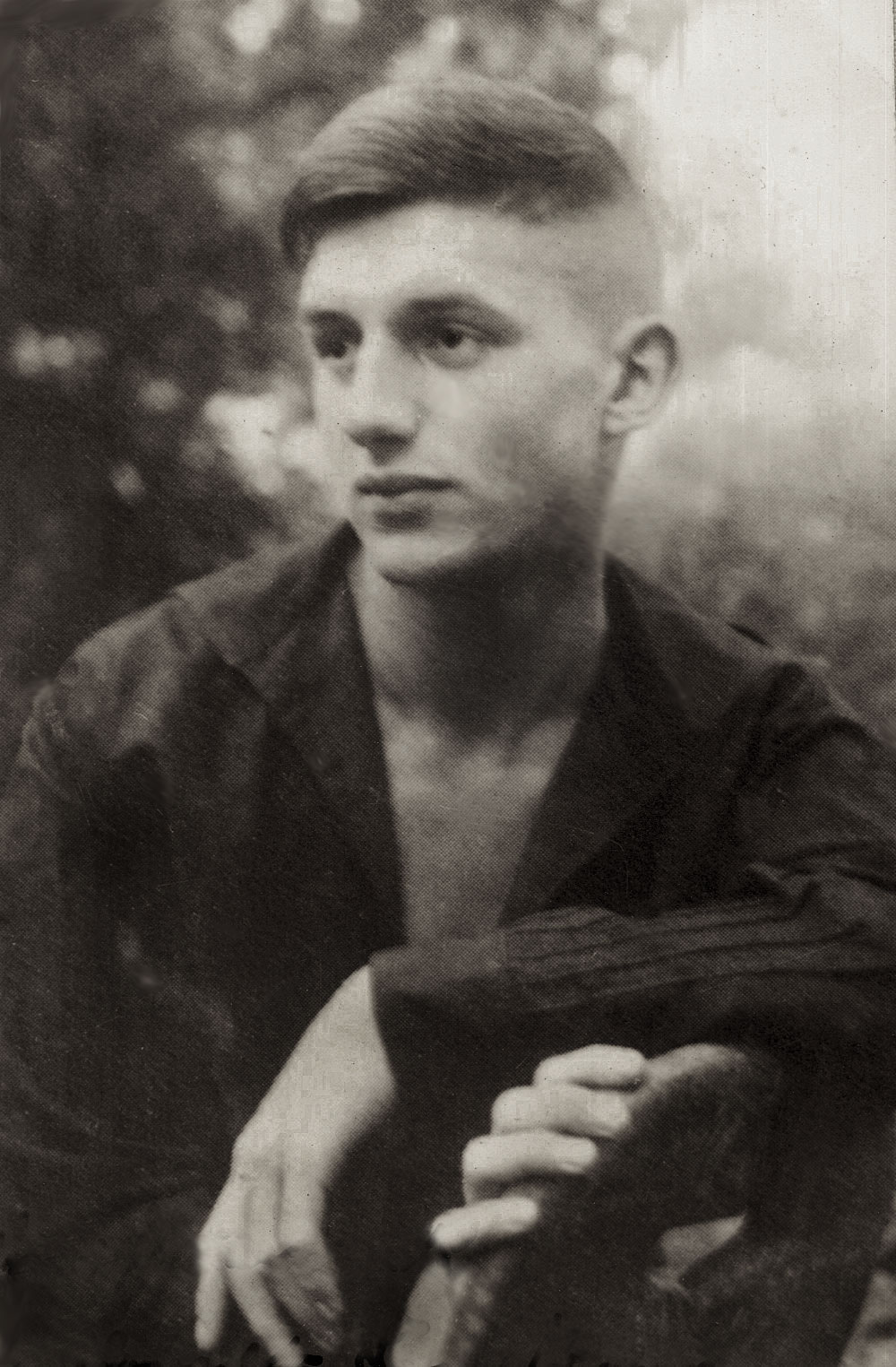
Albrecht Becker, um 1930

Walter Albrecht Becker (* 14. November 1906 in Thale; † 22. April 2002 in Hamburg) war ein deutscher Szenenbildner.

## Leben
Der Sohn des Bäckermeisters Otto August Becker (1877–1961) und seiner Ehefrau Charlotte, geborene Grosse (1877–1952), besuchte 1913 bis 1921 die Schule und nahm 1921 bis 1924 eine kaufmännische Lehre in Quedlinburg, danach war er zweieinhalb Jahre am Technikum für Textil in Reutlingen tätig.
Im Herbst 1924 zog er nach Würzburg, wo er eine Dauerstellung als Schaufensterdekorateur in dem Modewarengeschäft „Rom und Wagner“ fand. 1926 besuchte er die Dekorationsschule in München. Anfang 1935 wurde er in Würzburg zusammen mit seinem älteren Freund, Joseph Friedrich Abert (1879–1959), dem Direktor des Würzburger Staatsarchives, wegen Vergehens gegen § 175 StGB festgenommen und zu drei Jahren Gefängnis verurteilt, die er in Nürnberg verbüßte. 1940 meldete er sich als Kriegsfreiwilliger und fungierte seit Anfang 1941 als Funker an der Ostfront. Im Sommer 1942 wurde er am Arm verwundet. In dieser Zeit fing er an, sich zu tätowieren.
Während eines Genesungsurlaubs lernte er 1944 den angehenden Filmarchitekten Herbert Kirchhoff kennen, mit dem ihn fortan eine enge Freundschaft verband. Nach dem Krieg arbeitete Becker zunächst als Dolmetscher, dann als Zeichner. Als er im Frühjahr 1947 erfuhr, dass Kirchhoff im Filmgeschäft Fuß fassen konnte, wurde er dessen Assistent.

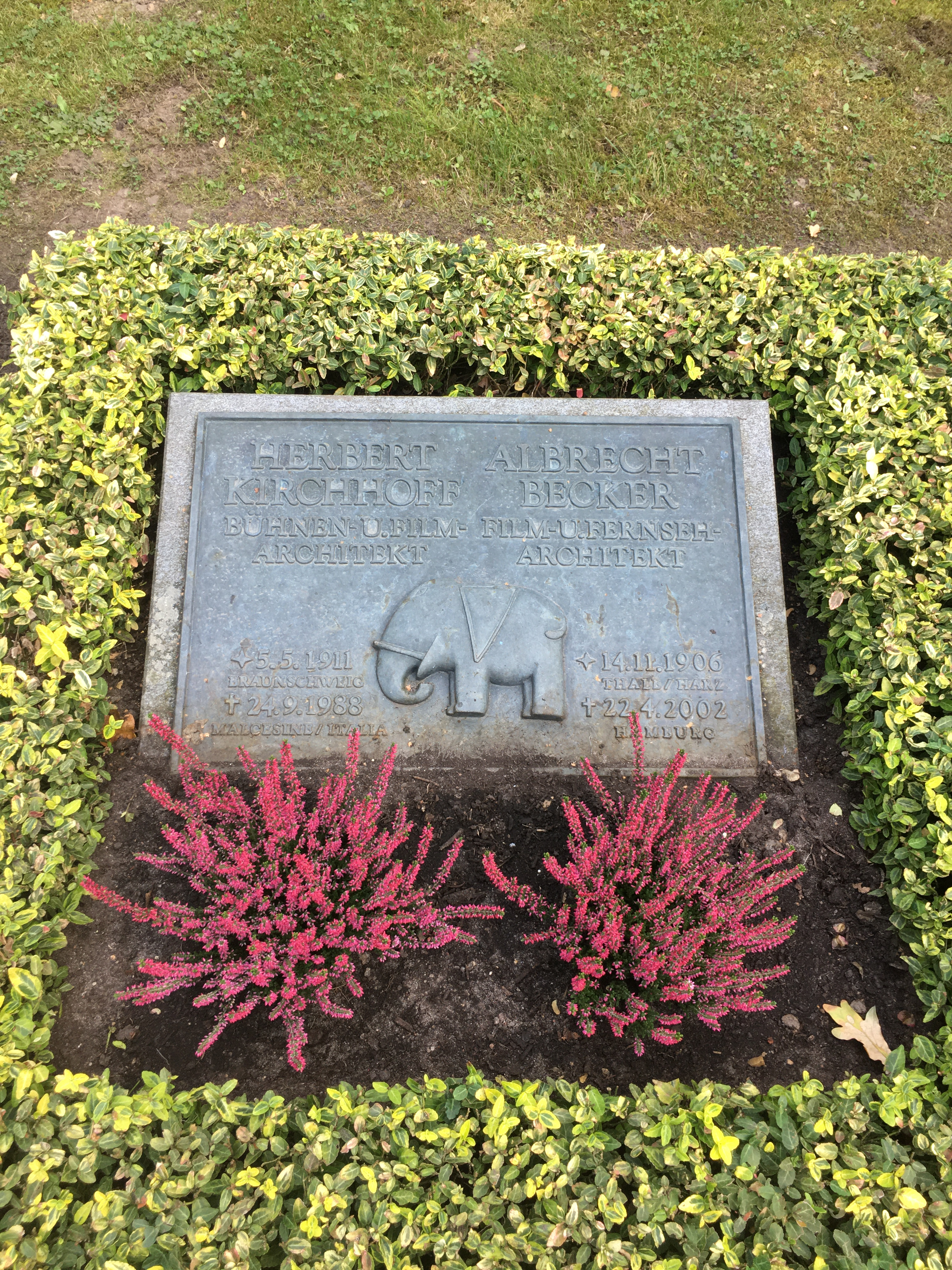
Grabstätte Albrecht Becker und Herbert Kirchhoff auf dem Friedhof Ohlsdorf

Ab 1951 arbeitete Becker als gleichberechtigter Partner Kirchhoffs an zahlreichen Filmen mit, bevorzugt für die Real-Film und für Inszenierungen von Helmut Käutner. Zweimal eroberten sie als Anerkennung für ihre Leistungen einen Bundesfilmpreis. Erst ab 1960 war Becker zunehmend ohne Beteiligung Kirchhoffs tätig, meist für den NDR. Von den Spielfilmen abgesehen stattete er noch viele Industriefilme und Lehrfilme aus.
Nach dem Ende seiner aktiven Zeit als Filmarchitekt bildete er ab Mitte der achtziger Jahre im Studio Hamburg afrikanische Filmausstatter aus. Nach dem Tod seines Partners Kirchhoff 1988 vermachte er dessen Nachlass zusammen mit eigenem Material der Deutschen Kinemathek sowie dem Deutschen Filmmuseum.
Albrecht Becker verstarb 95-jährig und wurde neben Herbert Kirchhoff auf dem Friedhof Ohlsdorf beigesetzt. Die Grabstätte befindet sich im Planquadrat L 21 westlich der Oberstraße.

## Trivia
Becker ist darüber hinaus bekannt als früher Vertreter der Tätowierungs- und Fetischkultur. Im Laufe der Kriegsjahren entdeckte er die Tätowierkunst und brachte sich seither immer wieder Tattoos auf seinem Körper an, welche sich in 50 Jahren derart ansammelten, dass sie fast seinen ganzen Körper bedeckten.

## Gedenken
In der Ausstellung des Imperial War Museum in London zum Holocaust wird der Verfolgung von Albrecht Becker und Joseph Friedrich Abert anhand einiger ausgestellter Dokumente als Beispiel für die Verfolgung Homosexueller im „Dritten Reich“ gedacht.
Rosa von Praunheim veröffentlichte 2005, für seine Serie „schwule Zeitzeugen der Nazizeit“, den Film „Liebe und Leid – Albrecht Becker“, das Interview mit einem vitalen 90-Jährigen.

## Filmografie
- 1948: Arche Nora
- 1948: Finale
- 1949: Die letzte Nacht
- 1949: Hafenmelodie
- 1949: Die Freunde meiner Frau
- 1949: Schicksal aus zweiter Hand
- 1949: Schatten der Nacht
- 1950: Gabriela
- 1950: Der Mann, der sich selber sucht
- 1950: Mädchen mit Beziehungen
- 1950: Die Dritte von rechts
- 1951: Weh dem, der liebt
- 1951: Die verschleierte Maja
- 1951: Kommen Sie am Ersten
- 1951: Gift im Zoo
- 1952: Die Stimme des Anderen
- 1952: Toxi
- 1952: Tanzende Sterne
- 1953: Das singende Hotel
- 1953: Keine Angst vor großen Tieren
- 1953: Blume von Hawaii
- 1954: Geld aus der Luft
- 1954: Columbus entdeckt Krähwinkel
- 1954: Tanz in der Sonne
- 1955: Des Teufels General
- 1955: Ball im Savoy
- 1955: Der falsche Adam
- 1955: Banditen der Autobahn
- 1955: Unternehmen Schlafsack
- 1955: Zwei blaue Augen
- 1955: Musik im Blut
- 1956: Der Hauptmann von Köpenick
- 1956: Skandal um Dr. Vlimmen
- 1956: Ein Herz kehrt heim
- 1956: Zwischen Zeit und Ewigkeit
- 1957: Die Zürcher Verlobung
- 1957: Tolle Nacht
- 1957: Monpti
- 1957: Nachts im Grünen Kakadu
- 1957: Wenn Frauen schwindeln
- 1958: Nasser Asphalt
- 1958: Bühne frei für Marika
- 1958: Der Schinderhannes
- 1959: Der Rest ist Schweigen
- 1959: Die Nacht vor der Premiere
- 1959: Die schöne Lügnerin
- 1959: Salem Aleikum
- 1960: Frau Warrens Gewerbe
- 1960: Die Frau am dunklen Fenster
- 1960: Die Zeugin im grünen Rock (TV-Serie Stahlnetz)
- 1960: Das Glas Wasser
- 1960: Pension Schöller
- 1960: Gauner in Uniform / Hauptmann – deine Sterne
- 1961: Geliebte Hochstaplerin
- 1961: Bei Pichler stimmt die Kasse nicht
- 1961: Der Lügner
- 1961: Das Leben des Galilei (TV)
- 1962: Finden Sie, daß Constanze sich richtig verhält?
- 1962: Nie hab ich nie gesagt (TV)
- 1962: In jeder Stadt … (TV-Serie Stahlnetz)
- 1962: Das Schloß (TV)
- 1962: Annoncentheater (TV)
- 1962: Stahlnetz: Spur 211 (TV-Serie Stahlnetz)
- 1962: Stalingrad (TV)
- 1963: Schlachtvieh (TV)
- 1963: Das Haus an der Stör (TV-Serie Stahlnetz)
- 1963: Heimweh nach St. Pauli
- 1963: Das kleine Hofkonzert (TV)
- 1964: Wilhelmsburger Freitag (TV)
- 1964: Stahlnetz: Rehe
- 1964: Stahlnetz: Strandkorb 421 (TV-Serie Stahlnetz)
- 1964: Das letzte Kapitel (TV)
- 1965: Ein Tag – Bericht aus einem deutschen Konzentrationslager 1939 (TV)
- 1965: Die Zwischenmeister (TV-Vierteiler)
- 1965: Die Katze im Sack (TV-Zweiteiler)
- 1965–69: Gertrud Stranitzki (TV-Serie)
- 1966: Corinne und der Seebär (TV)
- 1966: Der Fall Lothar Malskat (TV)
- 1966: Der Fall Angelika (TV)
- 1966: Der Fall Vera Brühne (TV; nicht gesendet)
- 1967: Ida Rogalski (TV-Serie)
- 1967: Hauptstraße Glück (TV-Serie)
- 1967: Der Fall Petlov (TV)
- 1967: Hafenkrankenhaus (TV-Serie)
- 1968: Nationalkomitee „Freies Deutschland“ (TV)
- 1968: Beaumarchais (TV)
- 1968: Madame Cailleaux (TV)
- 1968: Der Fall Wera Sassulitsch (TV)
- 1969: Das Ferienschiff (TV)
- 1969: Damenquartett (TV)
- 1969: Friedrich Ebert – Geburt einer Republik (TV)
- 1969: Schicksalsjahre der Republik (TV)
- 1969: Gnade für Timothy Evans (TV)
- 1969: Neu-Böseckendorf (TV)
- 1969: Goldene Städte (TV)
- 1969: Weh’ dem, der erbt
- 1970: Gedenktag (TV)
- 1970: Die Journalistin (TV-Serie)
- 1970: Auftrag: Mord! (TV)
- 1971–73: Hamburg Transit (TV-Serie)
- 1971: Geschäfte mit Plückhahn (TV)
- 1972: Einmal im Leben (TV-Dreiteiler)
- 1973: Der kleine Doktor (TV-Serie)
- 1974: Konny und seine drei Freunde
- 1974: Der Hellseher (TV)
- 1974: Lehmanns Erzählungen (TV)
- 1974/75: Lokalseite unten links (TV-Serie)
- 1975: Trotzki in Coyoacan (TV)
- 1975: Zwei Finger einer Hand (TV)
- 1977: Generale (TV)
- 1977: Reinhard Heydrich – Manager des Todes
- 1977: Australische Blindheit (TV-Serie)
- 1978: Geburt eines Waisenkindes  (TV-Serie Geschichten aus der Zukunft)
- 1978: Denken heißt zum Teufel beten (TV)
- 1978: Der Mix (TV-Serie Geschichten aus der Zukunft)
- 1979: Gefangen in Frankreich (TV)
- 1980: Am Südhang (TV)
- 1980: Jeder braucht Musik (TV)
- 1980: Wagen 106 (TV-Serie)
- 1981: Beate und Mareile (TV)
- 1981: Warnung aus dem Käfig (TV)

## Darsteller
- 1996: Taste the sweat, Kurzfilm von Dominik Reding und Benjamin Reding

## Auszeichnungen
- 1957: Filmband in Gold (Beste Architektur) für Der Hauptmann von Köpenick
- 1961: Filmband in Gold (Beste Architektur) für Das Glas Wasser